# Gudrun Ziebold
Gudrun Ziebold (* 13. August 1947) ist eine deutsche Badmintonspielerin.

## Karriere
Gudrun Ziebold gewann 1970 ihren ersten Titel in Deutschland. Ein weiterer Titelgewinn folgte 1976. International siegte sie in den Niederlanden, Österreich und bei den French Open.

## Sportliche Erfolge
| Saison    | Veranstaltung                               | Disziplin   | Platz | Name                                                                   |
| --------- | ------------------------------------------- | ----------- | ----- | ---------------------------------------------------------------------- |
| 1962/1963 | Westdeutsche Einzelmeisterschaft U18        | Damendoppel | 1     | Marieluise Wackerow / Gudrun Ziebold (1. BC Beuel / BC SW Düsseldorf)  |
| 1962/1963 | Deutsche Einzelmeisterschaft U18            | Damendoppel | 1     | Marieluise Wackerow / Gudrun Ziebold (1. BC Beuel / BC SW Düsseldorf)  |
| 1963/1964 | Deutsche Einzelmeisterschaft U18            | Dameneinzel | 2     | Gudrun Ziebold (SW Düsseldorf)                                         |
| 1963/1964 | Westdeutsche Einzelmeisterschaft U18        | Damendoppel | 1     | Gudrun Ziebold / Helga Schumacher (BC SW Düsseldorf / FC Langenfeld)   |
| 1963/1964 | Deutsche Einzelmeisterschaft U18            | Damendoppel | 1     | Gudrun Ziebold / Helga Schumacher (BC SW Düsseldorf / FC Langenfeld)   |
| 1964/1965 | Westdeutsche Einzelmeisterschaft U18        | Damendoppel | 1     | Gudrun Ziebold / Helga Schumacher (FC Langenfeld)                      |
| 1964/1965 | Deutsche Einzelmeisterschaft U18            | Dameneinzel | 2     | Gudrun Ziebold (FC Langenfeld)                                         |
| 1964/1965 | Deutsche Einzelmeisterschaft U18            | Damendoppel | 1     | Gudrun Ziebold / Helga Schumacher (FC Langenfeld)                      |
| 1967      | French Open                                 | Mixed       | 1     | Klaus Tetenberg / Gudrun Ziebold                                       |
| 1967/1968 | Deutsche Einzelmeisterschaft                | Dameneinzel | 3     | Gudrun Ziebold (1. BC Beuel)                                           |
| 1967/1968 | Deutsche Einzelmeisterschaft                | Mixed       | 3     | Karl Weiland / Gudrun Ziebold (1. BC Beuel)                            |
| 1967/1968 | Westdeutsche Einzelmeisterschaft            | Dameneinzel | 1     | Gudrun Ziebold (1. BC Beuel)                                           |
| 1967/1968 | Westdeutsche Einzelmeisterschaft            | Damendoppel | 1     | Marieluise Wackerow / Gudrun Ziebold (1. BC Beuel)                     |
| 1967/1968 | Deutsche Einzelmeisterschaft                | Damendoppel | 2     | Marieluise Wackerow / Gudrun Ziebold (1. BC Beuel)                     |
| 1968/1969 | Deutsche Hochschulmeisterschaften           | Dameneinzel | 1     | Gudrun Ziebold (PH Köln)                                               |
| 1968/1969 | Deutsche Einzelmeisterschaft                | Damendoppel | 1     | Marieluise Wackerow / Gudrun Ziebold (1. BC Beuel)                     |
| 1968/1969 | Westdeutsche Einzelmeisterschaft            | Damendoppel | 1     | Marieluise Wackerow / Gudrun Ziebold (1. BC Beuel)                     |
| 1969      | Dutch Open                                  | Damendoppel | 1     | Marieluise Wackerow / Gudrun Ziebold                                   |
| 1969/1970 | Deutsche Hochschulmeisterschaften           | Dameneinzel | 1     | Gudrun Ziebold (PH Köln)                                               |
| 1969/1970 | Westdeutsche Einzelmeisterschaft            | Damendoppel | 1     | Marieluise Wackerow / Gudrun Ziebold (1. BC Beuel)                     |
| 1969/1970 | Deutsche Einzelmeisterschaft                | Damendoppel | 1     | Marieluise Wackerow / Gudrun Ziebold (1. BC Beuel)                     |
| 1970/1971 | Deutsche Hochschulmeisterschaften           | Damendoppel | 1     | Gudrun Ziebold / Bärbel Knopf (1. BC Beuel /)                          |
| 1970/1971 | Deutsche Hochschulmeisterschaften           | Mixed       | 1     | Hanno Zänker / Gudrun Ziebold (Uni Köln / PH Köln)                     |
| 1970/1971 | Deutsche Hochschulmeisterschaften           | Damendoppel | 1     | Gudrun Ziebold / Bärbel Knopf (PH Köln)                                |
| 1970/1971 | Deutsche Hochschulmeisterschaften           | Dameneinzel | 1     | Gudrun Ziebold (PH Köln)                                               |
| 1970/1971 | Deutsche Hochschulmeisterschaften           | Mixed       | 1     | Hanno Zenker / Gudrun Ziebold (/ 1. BC Beuel)                          |
| 1970/1971 | Deutsche Hochschulmeisterschaften           | Dameneinzel | 1     | Gudrun Ziebold (1. BC Beuel)                                           |
| 1971/1972 | Deutsche Hochschulmeisterschaften           | Damendoppel | 1     | Gudrun Ziebold / Bärbel Knopf (Uni Bonn)                               |
| 1971/1972 | Deutsche Einzelmeisterschaft                | Damendoppel | 2     | Brigitte Steden / Gudrun Ziebold (VfL Bochum / Merscheider TV)         |
| 1971/1972 | Deutsche Hochschulmeisterschaften           | Dameneinzel | 1     | Gudrun Ziebold (Uni Bonn)                                              |
| 1972/1973 | Deutsche Einzelmeisterschaft                | Damendoppel | 2     | Irmgard Latz / Gudrun Ziebold (FC Bayer 05 Uerdingen / Merscheider TV) |
| 1973/1974 | Deutsche Einzelmeisterschaft                | Damendoppel | 2     | Irmgard Latz / Gudrun Ziebold (FC Bayer 05 Uerdingen / Merscheider TV) |
| 1974/1975 | Deutsche Einzelmeisterschaft                | Dameneinzel | 1     | Gudrun Ziebold (Merscheider TV)                                        |
| 1974/1975 | Deutsche Einzelmeisterschaft                | Damendoppel | 3     | Eva-Maria Kranz / Gudrun Ziebold (1. BC Beuel / Merscheider TV)        |
| 1974/1975 | Deutschland: Internationale Meisterschaften | Dameneinzel | 3     | Gudrun Ziebold                                                         |
| 1975/1976 | Deutsche Einzelmeisterschaft                | Damendoppel | 3     | Brigitte Steden / Gudrun Ziebold (VfL Bochum / Merscheider TV)         |
| 1975/1976 | Deutsche Einzelmeisterschaft                | Dameneinzel | 2     | Gudrun Ziebold (1. DBC Bonn)                                           |
| 1980      | Austrian International                      | Dameneinzel | 1     | Gudrun Ziebold                                                         |
| 1980/1981 | Deutsche Einzelmeisterschaft                | Dameneinzel | 2     | Gudrun Ziebold (1. DBC Bonn)                                           |
| 1980/1981 | Deutsche Einzelmeisterschaft                | Damendoppel | 2     | Gudrun Ziebold / Marieluise Wackerow (1. DBC Bonn / 1. BC Beuel)       |

## Referenzen
- Martin Knupp: Deutscher Badminton Almanach, Eigenverlag/Deutscher Badminton-Verband (2003), 230 Seiten

| Personendaten    | Personendaten               |
| ---------------- | --------------------------- |
| NAME             | Ziebold, Gudrun             |
| KURZBESCHREIBUNG | deutsche Badmintonspielerin |
| GEBURTSDATUM     | 13. August 1947             |